# SGB-Bank
Die SGB-Bank S.A. (Spółdzielcza Grupa Bankowa SA)  ist eine polnische Genossenschaftsbank mit Sitz in Posen. Sie besitzt fast 1500 Filialen und 4000 Geldautomaten. Sie beschäftigt 12.000 Angestellte und hat mehr als 1,5 Millionen Kunden.
Zu den grundlegenden Zielen der Banken der Spółdzielcza Grupa Bankowa gehören die Bereitstellung umfassender Finanzdienstleistungen für in Städten und Dörfern tätige Unternehmen, Unternehmen des Agrar- und Ernährungssektors sowie Landwirte und die Unterstützung der wirtschaftlichen Entwicklung lokaler Gemeinschaften.

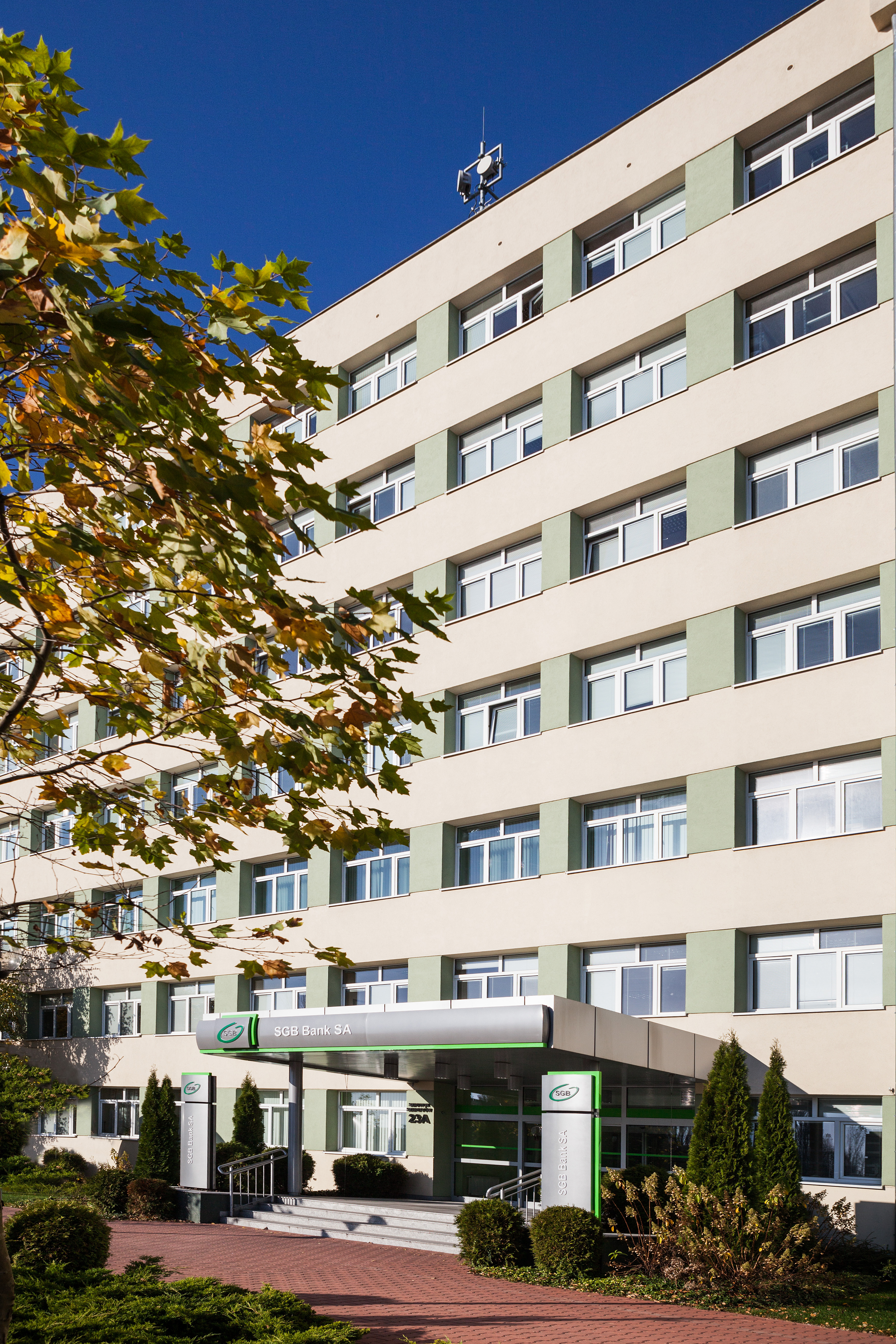
SGB-Bank-Hauptsitz in Posen

## Geschichte
Die Gospodarczy Bank Wielkopolski S.A. wurde 1990 auf Initiative von Genossenschaftsbanken in der Woiwodschaft Großpolen und im Südwesten des Landes gegründet.
Die Bank existiert unter ihrem heutigen Namen seit dem 15. September 2011, als die Gospodarczy Bank Wielkopolski S.A. mit Hauptsitz in Posen nach der Übernahme der Mazowiecki Bank Regionalny S.A. in SGB-Bank S.A. umbenannt wurde.
Zusammen mit einer Gruppe von 192 Genossenschaftsbanken bildet sie eine Genossenschaftsbankengruppe.
Sie ist hinter der BPS-Gruppe Bank Polskiej Spółdzielczości die zweitgrößte Genossenschaftsbankengruppe in Polen.